# Isatis
Isatis es un género de plantas con flores  perteneciente a la familia Brassicaceae. Son nativas del Mediterráneo y Asia central. Comprende 178 especies descritas y de estas, solo 39 aceptadas.

## Descripción
Son hierbas anuales, bienales o perennes, ramificadas, generalmente glabras y glaucas excepto la silicua. Hojas basales generalmente elíptico-oblongas, a sésiles; las caulinarias sésiles, cordadas o sagitadas a oval-oblongas, amplexicaulwa, por lo general. Inflorescencia racemosa, ramificada o paniculada, ebracteada, a menudo llegando a laxa y alargada en la fruta. Flores pequeñas, de color amarillo a blanquecino o lila-blanco;. Sépalos suberectos, casi iguales. Pétalos ligeramente del doble de largo que los sépalos, oblongo-obovadas con ápice redondeado. El fruto es una silicua generalmente lineal, oblongo-cuneada a suborbicular, indehiscente, aplanada lateralmente, unilocular, poco a conspicuamente alada, glabra o con pelos diminutos.

## Taxonomía
El género fue descrito por Carlos Linneo y publicado en Species Plantarum 2: 670. 1753. La especie tipo es: Isatis tinctoria

## Especies aceptadas
A continuación se brinda un listado de las especies del género Isatis aceptadas hasta octubre de 2014, ordenadas alfabéticamente. Para cada una se indica el nombre binomial seguido del autor, abreviado según las convenciones y usos.
- Isatis aucheri Boiss.
- Isatis boissieriana Rchb. f.
- Isatis brevipes (Bunge) Jafri
- Isatis buschiana Schischk.
- Isatis cappadocica Desv. (Syn.: Isatis steveniana Trautv.)
- Isatis costata C.A.Mey.
- Isatis djurdjurae Coss. & Durieu
- Isatis emarginata Kar. & Kir.
- Isatis erzurumica P.H.Davis
- Isatis gaubae Bornm.
- Isatis glauca Aucher ex Boiss.
- Isatis harsukhii O.E.Schulz
- Isatis iberica Steven
- Isatis kotschyana Boiss. & Hohen.
- Isatis lusitanica L. (Syn.: Isatis aleppica Scop.)
- Isatis minima Bunge
- Isatis multicaulis (Kar.& Kir.) Jafri
- Isatis stocksii Boiss.
- Isatis tinctoria L.
- Isatis violascens Bunge: